# Прътна мина
Прътна мина е тип морско минно оръжие, използвано в края на 19 век. Представлява заряд взривно вещество, разположен на края на дълъг прът.
За разлика от заградителните минни заграждения (дънни, котвени, плаващи и т.н.), прътната мина е оръжие на активното нападение – тя скрито (обикновено нощта) се доставя до борда на вражеския кораб с помощта на малки съдове (минни катери, миноноски, подводници и полуподводни съдове) и се детонира с помощта на контактен или електрически взривател.
Прътните мини са част от въоръжението и на големите кораби, но не са използвани в бойни условия.
Прътните мини спират да се използват с разпространението на „самодвижещите се мини“ – торпедата.

## История
За първи път прътната мина е създадена и изпитана в Руската империя. В средата на септември 1862 г. в хода на изпитания на Балтийския флот канонерката „Опыт“, въоръжена с „минен таран“ (така наричали тогава прътната мина), се приближила към стоящата на котва шхуна „Метеор“ и я взривила.
„
Минния таран“ представлявал барутен заряд с тегло пуд и половина (до 24 kg), закрепен към края на 15-метрово дърво (шип), служещ като продължение на форщевена на броненосната лодка.
Изпитанията се провеждат по инициатива и под ръководството на адмирал Григорий Иванович Бутаков. Тогава той докладва в Морското ведомство:
| „                                       | Всички тези опити на Комисията под мое председателство се убеди, че идеята за миноносни съдове ни дава възможност да имаме най-силното оръжие, от всички измислени досега, а заряда от 1 пуд ще доведе до страшно разрушение в неприятелския съд при съвършена безопасност за минния съд. | “ |
| (ЦГА ВМФ, ф. 807, оп. 1, д. 58, л. 265) | |   |

Първия боен опит за прътните мини се датира в хода на Гражданската война в САЩ в 1861 – 1865 г.
Първата прътна мина е поставена и успешно използвана от подводницата на конфедератите „Ханли“ (на английски: „H.L.Hunley“). На 17 февруари 1864 г. тя потапя парната корвета на северяните „Хаусатоник“ (на английски: „Housatonic“). Подводницата с целия си екипаж също потънала, но след атаката, вече на път за своята база.
Почти симетричен отговор на севера последва след половин година – в нощта на 27 октомври към 28 октомври 1864 г., парен баркас, оборудван с прътна мина, под командването на лейтенант Кушинг атакува броненосеца на Юга „Албемарл“, който стоял на рейда на Плимут в устието на реката Роанок. Екипажа на катера преодолява защитния бон от талпи (като просто ги разсъединяват) и удря с прътната мина подводната част на броненосеца. Кораба потъва в течение на няколко минути. Катера също загива – дали от взрива, дали от водовъртежа на потъващия броненосец. Лейтенант Кушинг и още един матрос се спасяват, останалите моряци от 13 члена на екипажа загиват или са взети в плен.
Също прътните мини активно са използвани от руските моряци в хода на Руско-турската война 1877 – 1878. Така с помощта на прътни мини отряд минни катери на Дунавската флотилия потопява турския монитор „Сейфи“, а от катерите на минния транспорт „Великий князь Константин“ е повреден броненосеца „Асари-Шевкет“.
След започване на използването на торпеда (първата успешна атака (трета в света, броейки неудачните бойни опити) състояла се на 14 януари 1878 г.) прътните мини започват да губят популярност. Последното успешно използване на прътна мина е в битката при Фучжоу (1884), от минните катери на френските корвети.

## Конструкция
Опитите на Г. И. Бутаков, проведени 1862 г., показали, че безопасното за атакуващия кораб разстояние от форщевена до мината съставлява 6 – 8 метра. Общата дължина на пръта е от 8 метра (за катери) до 15 (за кораби) до 18 метра за най-тежките и мощни мини.
Количеството необходимо взривно вещество е определено до около 20 kg (1 – 1,5 пуда). На различните етапи в качество на ВВ са използвани барут, динамит или пироксилин.
Самата мина, като правило, представлява металическа капковидна или конусообразна кутия, пълна с взрив и насадена на прът.
Взрива може да се произведе от удар или от електровзривател от екипажа на катера. В качество на ударен взривател в Русия е използван взривателя по система на щабс-капитана на Руската армия Трумберг.
Използваните пръти са както дървени, така и съставни – метални. Закрепянето на пръта на катера или кораба има подвижна конструкция, която позволява поставянето на мината от походно положение в бойно и управляването ѝ (като лост) както по плоскостта, така и по дълбочина. Работна подводна дълбочина на мината е около 2 метра – под нивото, където завършва бронирания пояс на бронираните кораби.
Обикновено за управлението на средна (носима от катер) мина трябвало усилие на 2 – 3 души.
Към средата на 1870-те години в Руския флот има не по-малко от десет типа прътни мини. Най-тежка е 140-фунтовата корабна мина система на полковник Василий Фомич Петрушевски (тегло без пръта – 182 kg, на заряда – 57,5 kg артилерийски барут, дължина 2200 mm, най-голям диаметър 790 mm, най-малък – 343 mm). По-леките са снаряжавани с пироксилин (от 3,2 до 24,6 kg). За сравнение – заряда на първите торпеда на Уайтхед съставлява 27 kg пироксилин.

## Интересни факти
- Минометa e изобретен от руските инженери в Порт Артур по време на обсадата на града от японците по време на Руско-японската война. В първоначалния си вариант миномета представлява артилерийско оръдие, стрелящо по балистична траектория в прътни мини. Оттук и думата „миномет“.